# César Pellegrín
César Eduardo Marcelo Pellegrín García (né le 5 mars 1979 à Montevideo en Uruguay) est un footballeur international uruguayen, qui évolue au poste de défenseur.

## Biographie

### Carrière en club
Natif de Montevideo, Pellegrín commence sa carrière professionnelle dans un club de sa ville natale en 1995, le Danubio FC.
En 1997, il part rejoindre l'Europe pour évoluer dans le club italien de la Juventus (qui l'achète pour 3 milliards de lires). Avec les Bianconeri, il est convoqué à six reprises, mais reste sur le banc et ne dispute aucun match officiel. Il remporte tout de même le scudetto de la saison 1997-98.
La saison suivante, il reste en Italie et part pour le Ternana Calcio pour une année avant d'ensuite rentrer au pays (Club Nacional, Danubio, Central Español et Deportivo Maldonado).
En 2005, il rejoint le club finlandais de RoPS puis signe ensuite l'année suivante à El Tanque Sisley.
César Pellegrín part en 2007 pour le Costa Rica (CS Herediano) puis pour l'Iran (Rah Ahan Téhéran) avant de rentrer en Uruguay et de finir sa carrière en 2009 chez les Rampla Juniors.

### Carrière en sélection
Il parvient à se hisser jusqu'en finale de la coupe du monde des moins de 20 ans de 1997 en Malaisie avec l'équipe d'Uruguay des moins de 20 ans (finale perdue contre l'Argentine).
Avec l'équipe d'Uruguay, il joue un match (pour aucun but inscrit) en 1997 (le 17 décembre 1997 lors d'un succès 4-3 sur l'Afrique du Sud à Riyad). Il figure dans le groupe des sélectionnés lors de la Coupe des confédérations de 1997.

## Palmarès
| Juventus - Championnat d'Italie (1) : - Champion : 1997-98. |  | Uruguay - Coupe du monde des moins de 20 ans : - Finaliste : 1997. |